# Karlheinz Lipp
Karlheinz Lipp (* 1957) ist ein deutscher Historiker.
Lipp wurde in der Pfalz geboren und studierte an der Universität Mainz Geschichte und Evangelische Theologie für das Lehramt an Gymnasien. Thema seiner 1982 eingereichten Examensarbeit war Der religiöse Sozialismus in der Pfalz 1922-1933. Er promovierte 1992 an der Universität Frankfurt a. M. mit einer Untersuchung über den Friedenskampf des Bundes der Religiösen Sozialisten Deutschlands in der Weimarer Republik zum Dr. phil. Von 1985 bis 1992 war er im Schuldienst in Hessen. Seit 1992 ist er Studienrat für Geschichte und evangelische Religion in Berlin, derzeit an der Carl-Zeiss-Oberschule. Er ist Historiker mit Schwerpunkt Historische Friedensforschung. Er ist Mitglied im Arbeitskreis Historische Friedensforschung.

## Veröffentlichungen
- Religiöser Sozialismus und Pazifismus. Der Friedenskampf des Bundes der Religiösen Sozialisten Deutschlands in der Weimarer Republik. Pfaffenweiler 1995.
- Friedensinitiativen in der Geschichte. Aufsätze – Unterrichtsmaterialien – Service. Herbolzheim 2002.
- Pazifismus im Ersten Weltkrieg. Ein Lesebuch. Herbolzheim 2004.
- Friedenspädagogik im Kaiserreich. Ein Lesebuch. Baltmannsweiler 2006.
- Der Thüringer Friedenspfarrer Ernst Böhme (1862-1941). Verlag Traugott Bautz, Nordhausen 2010, ISBN 978-3-88309-588-2.
- Berliner Friedenspfarrer und der Erste Weltkrieg. Ein Lesebuch. Centaurus, Freiburg i. Br. 2013, ISBN 978-3-86226-957-0 (Leseprobe).
- Der Friedenssonntag im Kaiserreich und in der Weimarer Republik. Ein Lesebuch. Verlag Traugott Bautz, Nordhausen 2014, ISBN 978-3-88309-908-8.
- Pazifismus in der Pfalz vor und während des Ersten Weltkrieges. Ein Lesebuch. Verlag Traugott Bautz, Nordhausen 2015, ISBN 978-3-95948-034-5.
- Religiöser Sozialismus in der Pfalz in der Weimarer Republik. Ein Lesebuch. Lit Verlag, Berlin 2019, ISBN 978-3-643-14347-1 (br.) ISBN 978-3-643-34347-5 (PDF)